# Peter Dorfmayr
Peter Dorfmayr (* 28. Mai 1989 in Steyr) ist ein österreichischer Hornist.

## Leben
Peter Dorfmayr erhielt seinen ersten Musikunterricht an der Musikschule St. Peter in der Au und am Musikgymnasium in Linz. Das Hornstudium begann er 2003 am Bruckner-Konservatorium bei Johannes Hinterholzer, später wechselte er zu Thomas Jöbstl an die Universität für Musik und darstellende Kunst in Wien, wo er auf das Wienerhorn umstieg.
Von 2010 bis 2013 war Dorfmayr Hornist im Mozarteumorchester Salzburg, anschließend für ein Jahr Mitglied des Bühnenorchesters der Wiener Staatsoper. Von 2014 bis 2016 war er Solohornist der Volksoper Wien, seitdem ist er in selber Position bei den Wiener Symphonikern tätig. Zudem ist Dorfmayr Professor für Wiener Horn an der Musik und Kunst Privatuniversität der Stadt Wien.
Neben seiner Orchestertätigkeit ist Dorfmayr kammermusikalisch tätig; er ist Mitglied in Ensembles wie dem „Wiener Hornensemble“, der „Vienna Brass Connection“, dem Holzbläserquintett „Ketos“ oder dem Hornensemble „Vienna Horns“. Zudem tritt er regelmäßig mit dem „Alban Berg Ensemble“ auf.

## Diskografie
- 2018: mit Christina Gansch, Sopran und Johannes Wilhem, Klavier: Wiener Melange, Preiser Records (PR91390)[5]
- 2021: mit Musikern der Wiener Symphoniker: Mozart. Hornkonzerte für die Kammer, Preiser Records (PR91557)[6]